# Majviva

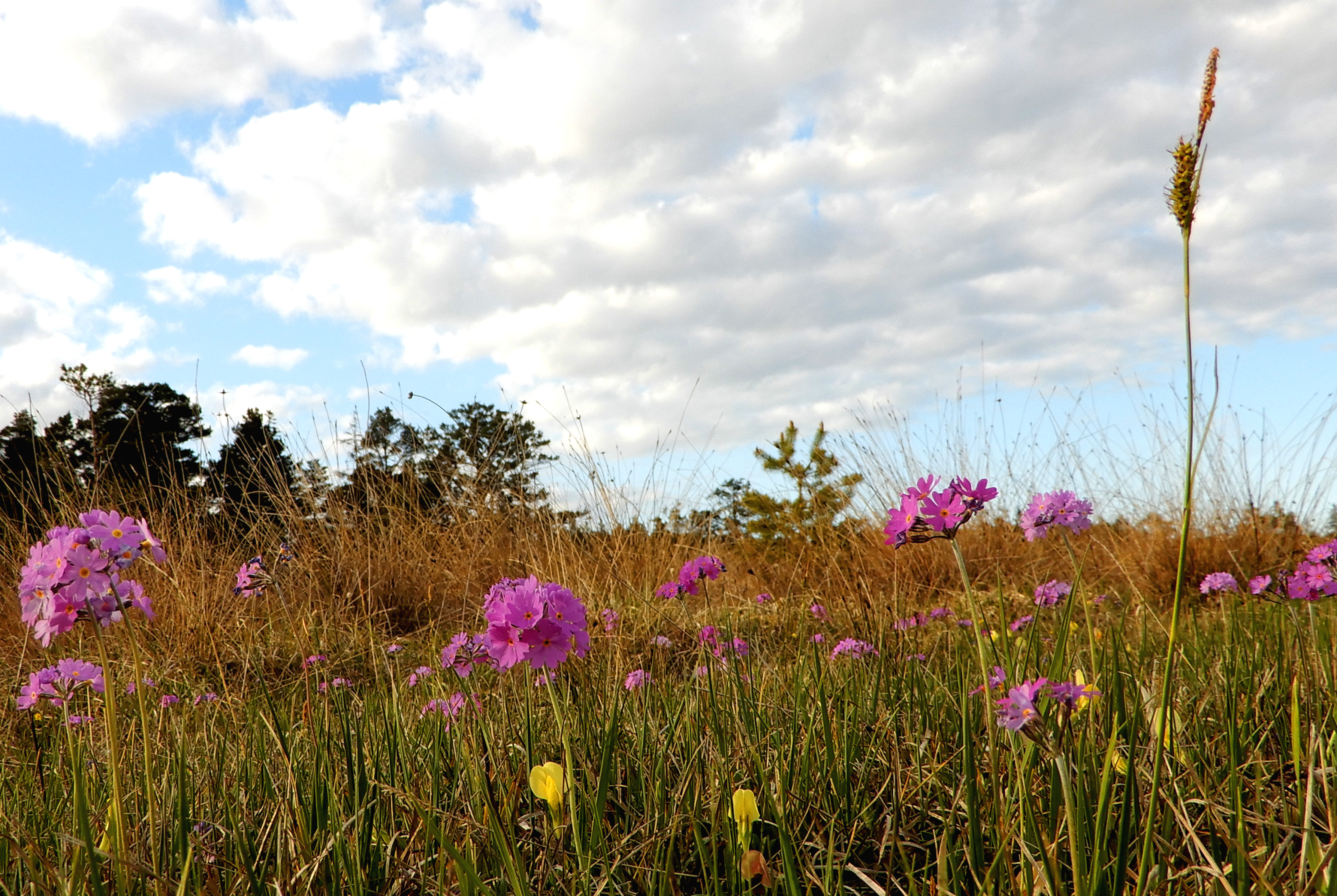
Majvivor på Västers myr, Gotland

Majviva (Primula farinosa) är en liten flerårig viveväxt.

## Beskrivning
Majvivan blir mellan 3 och 20 cm hög, där det lokala betestrycket styr majvivans höjd. Bladen är 2–10 cm långa och 1–2 cm breda och växer i en rosett nere vid marken. De är mjuka på ovansidan, och har på undersidan ett gulvitt, pudrigt vaxlager, som även täcker stängeln och blomfodret.
Blommorna är heterostyla, vilket betyder att somliga blommor har långa stift, medan andra har korta stift. Detta anses motverka självbefruktning och vara av betydelse för den biologiska mångfalden.

Flock

Blommorna är rödlila med en gul mitt och sitter i flockar längst upp på stjälken. Blomningstiden är våren och försommaren. Mot slutet av blomningen drar blomfärgen mer mot blått och blomskaften förlängs och rätas ut så att skaften när frökapslarna är mogna pekar rakt upp.

## Biotop
Majvivan föredrar fuktiga miljöer med låg växtlighet och den gynnas av kalkrik mark samt av bete och slåtter. I takt med att kreatursbete och slåtter på fuktig mark har minskat har också majvivans förekomst minskat.

## Habitat
Norra Europa och norra Asien utgör de områden där majvivan har sin främsta utbredning, men den kan även påträffas i bergstrakter i södra Europa. Utbredningen är mycket ojämn inom de områden där den förekommer.

## Fridlyst
I Sverige är majvivan fridlyst i Västmanlands län.

### Utbredningskartor
- Norden
- Norra halvklotet

## Etymologi
Farinosa kommer av latin farina = mjöl. Detta med syftning på bladens "mjöliga" undersida.

## Bygdemål
| Namn         | Trakt              | Referens | Kommentar |
| ------------ | ------------------ | -------- | --------- |
|              |                    |          |           |
| Blåviva      |                    |          |           |
| Lärkblomster |                    | [ 3 ]    |           |
| Majblomster  |                    | [ 3 ]    |           |
| Melblomster  |                    | [ 3 ]    |           |
| Mjölkviva    | Uppland (Roslagen) | [ 3 ]    |           |
| Svalblomster |                    | [ 3 ]    |           |